# مطار كاوناس
مطار كاوناس الدولي (بالليتوانية: Kauno tarptautinis oro uostas) (إياتا: KUN، إيكاو: EYKA) هو ثاني أكثر المطارات المدنية ازدحاما في ليتوانيا بعد مطار فيلنيوس، ورابع أكثر المطارات ازدحاماً في دول البلطيق. يقع المطار في وسط المقاطعة، حيث يقع على بعد 14 كم إلى الشمال الشرقي من مركز مدينة كاوناس، وحوالي 100 كم إلى الغرب من العاصمة فيلنيوس.

## شركات الطيران والوجهات
| شركـات طيـران | الوجهات |
| ------------- | --- |
| رايان إير     | Aalborg، مطار أليكانتي، مطار باري كارل فويتيالا ‏، مطار براتيسلافا الدولي، مطار بريستول، مطار بروكسل شارلروا الجنوب، مطار كولونيا بون الدولي، مطار كوبنهاغن، مطار دبلن الدولي، مطار إدنبرة، Gothenburg، مطار ليفربول، مطار لندن لوتن، مطار لندن ستانستد، مطار مدريد باراخاس الدولي، مطار مالقة الدولي، Paphos، Shannon، مطار ستوكهولم أرلاندا موسمي: Burgas، مطار رامون، مطار نابولي، مطار ميورقة، Rimini، Rhodes، مطار وارسو مودلين |
| ويز للطيران   | Ålesund، Bergen، مطار لندن لوتن، Stavanger |

## الإحصائيات
شاهد source Wikidata query and sources.
- قائمة أكثر المطارات ازدحاما في دول البلطيق

### الوجهات المزدحمة
| الرتبة | المطار                  | رحلة في الأسبوع |
| ------ | ----------------------- | --------------- |
| 1      | مطار لندن لوتن          | ~13             |
| 2      | مطار كوبنهاغن           | ~12             |
| 3      | مطار لندن ستانستد       | ~5              |
| 4      | مطار دبلن الدولي        | ~5              |
| 5      | مطار كولونيا بون الدولي | ~5              |